# Nazionale maschile di pallacanestro del Kosovo
La nazionale maschile di pallacanestro del Kosovo (in albanese Përfaqësuesja e basketbollit të Kosovës; in serbo Кошаркашкa репрезентација Косова?, Košarkaška reprezentacija Kosova) è la selezione maschile di pallacanestro che rappresenta il Kosovo in ambito internazionale.
Opera sotto la giurisdizione della Federazione cestistica del Kosovo.

## Storia
Formatasi nel 2015 da una costola della rappresentativa serba, dalla quale si è staccata con il riconoscimento da parte della FIBA, ad oggi rappresenta l'ultimo prodotto del processo di dissoluzione della fortissima nazionale jugoslava, iniziato nel 1991.

### 1935-2015
In questo lasso di tempo il suo percorso ricalca fedelmente quello della nazionale serba.

### Dal 2015
La prima uscita ufficiale è stata nel 2016, quando ha preso parte alle qualificazioni per il Campionato europeo 2017, perdendo tutte le 6 partite e rimanendo esclusa dalla fase finale della manifestazione.
La sua selezione, composta esclusivamente da giocatori che hanno militato nelle selezioni serbe, si è arricchita di elementi che hanno vestito casacche di altre nazionali, ai quali la FIBA ha consentito di giocare per il proprio paese. Alcuni di questi giocatori sono:
- Dardan Berisha
- Erjon Kastrati
- Gëzim Morina

## Nazionali giovanili
- Selezioni giovanili della nazionale maschile di pallacanestro del Kosovo